# فوبناو
فوبناو (بالألمانية: Wuppenau) هي بلدية سويسرية تتبع لمقاطعة فاينفيلدن في كانتون تورغاو. تبلغ مساحتها 12.15 كيلومتر مربع، ويقدر عدد سكانها بـ 1121 نسمة (حسب تعداد ديسمبر 2015).